# 細數繁星
Number the Stars是美國作家洛伊丝·洛利 ( Lois Lowry ) 的一部歷史小說，講述了二戰期間一个猶太人家庭从丹麥哥本哈根逃離的故事。
故事以 10 歲的 Annemarie Johansen 為中心，她於 1943 年與母親、父親和妹妹 Kirsti 住在哥本哈根。 Annemarie 成為了與拯救丹麥猶太人有關的事件的一部分，當時成千上萬的猶太人將到達瑞典的中立地以避免被重新安置到集中營。她冒著生命危險幫助她最好的朋友 Ellen Rosen ，假裝艾倫是安妮瑪麗已故的姐姐麗絲，後者在戰爭初期因與丹麥抵抗運動合作而被納粹軍隊殺害。然而，她的前未婚夫彼得（部分基於丹麥抵抗組織成員金馬爾特-布魯恩）繼續幫助他們。
故事的標題取自對詩篇 147:4的引用，其中作者提到上帝已經數過了所有的星星，並為每顆星星命名。它與 Ellen Rosen 戴在她的項鍊上的大衛之星相連，是猶太教的象徵。
這部小說於 1990 年被授予紐伯瑞獎，作為前一年的美國兒童文學最傑出貢獻。
Lowry 前往哥本哈根為這本書進行研究和採訪。她拍攝了用作封面的女孩的照片，這本書的許多版本都使用了這張照片。用於本書封面的瑞典女孩名叫Anna Caterina Johnson，她 10 歲時被 Lois Lowry 拍攝。

## 大綱
Annemarie Johansen 和她的猶太最好的朋友 Ellen Rosen 是二戰期間住在丹麥哥本哈根的 10 歲女孩。安妮瑪麗有一個五歲的妹妹基爾斯蒂。哥本哈根的每個街角都有納粹分子。黃油、糖、咖啡、香煙和電力是定量配給的。
在與兩名德國士兵相遇後，安妮瑪麗和艾倫被告知要更加小心。後來事實證明，不知什麼原因，德國人正在“搬遷”丹麥的猶太人。在猶太教堂，納粹奪取了哥本哈根所有猶太人的姓名和地址。艾倫的父母與安妮瑪麗的姐姐麗絲的前未婚夫彼得一起逃亡，後者因車禍去世。艾倫必須留在約翰森一家並假裝成麗絲，即使她只有真正麗絲的一半年齡。士兵在凌晨 4 點進入約翰森家的公寓，並認為羅森一家正在“拜訪”約翰森一家。安妮瑪麗和艾倫醒來，安妮瑪麗打破了艾倫脖子上的大衛之星項鍊。如果士兵們看到了，他們就會知道艾倫是猶太人。士兵們看到艾倫的黑髮，開始懷疑，因為約翰森一家是金色的，而艾倫是棕色的。幸運的是，莉絲在嬰兒時期就有棕色頭髮。約翰森先生向納粹展示了嬰兒麗絲的照片，然後他們離開了。
太太。第二天早上，約翰森、安妮瑪麗、艾倫和基爾斯蒂離開去海邊的亨利克叔叔家。從亨利克叔叔的房子可以看到沒有納粹的國家瑞典。在他們去他家之前，約翰森先生在暗語中對亨里克講話。當他們到達那裡時，Henrik 看起來就像他平常的自己。第二天，亨利克說安妮瑪麗的伯特姨媽去世了。一個巨大的棺材放在客廳的中間。 Annemarie 知道沒有 Birte 姨媽，但從她的叔叔那裡得知，在不知情的情況下更容易勇敢，因此她沒有告訴 Ellen 關於她“姨媽”的真相。
後來，很多人來悼念“比爾特阿姨”，讓安妮瑪麗不解。納粹來到房子裡，看到所有人並開始質疑這個家庭。他們解釋說伯特姨媽已經去世，他們正在舉行傳統儀式。納粹命令打開棺材，夫人。約翰森行動迅速。她說，正如醫生所說，比爾特姨媽患有斑疹傷寒，這是一種傳染性極強且危險的疾病。她走到棺材前打開它，但其中一名士兵打了她一巴掌，說他們（約翰森一家）可以在士兵離開時打開它。
他們離開後，喚醒繼續。在場的彼得向大家朗讀《聖經》第 147 篇詩篇的開頭，其中講述了主神數星星的故事。由於安妮瑪麗不熟悉這首詩篇，她的思緒開始飄忽不定。她想知道如何才能數出天上的星星，並記得艾倫說她的母親害怕海洋，因為她的母親認為海洋是寒冷和殘酷的。安妮瑪麗認為夜空和世界也是冷酷無情的。彼得打開棺材，將藏在裡面的暖和的衣服和毯子交給猶太家庭。他們以較小的群體離開以避免引起注意。艾倫向安妮瑪麗和她的母親道別。
早上，安妮瑪麗看到她的母親在遠處爬行，因為她的腳踝骨折了。在幫助母親回家後，安妮瑪麗發現了一個對抵抗軍非常重要的包裹。羅森先生在樓梯上不小心絆倒了，丟了包。太太。約翰森告訴安妮瑪麗用食物和包裹裝滿一個籃子，並儘可能快地跑。安妮瑪麗朝她叔叔的船方向跑到一條樹木繁茂的小路上。她被帶狗的納粹士兵攔住了。當他們向安妮瑪麗詢問她這麼早就出去做什麼時，她撒謊說她正在帶一個籃子和一頓飯給她叔叔。士兵們不相信她，其中一個抓住了籃子。然而，士兵們最終放走了她，安妮瑪麗登上了她叔叔的船。她給了亨利克一個裝有手帕的信封。它上面有可卡因的痕跡，使狗的嗅覺麻木。當納粹狗上船嗅手帕時，它們再也聞不到亨里克叔叔隱藏的“貨物”，即他正在偷運到安全地帶的猶太人。
亨里克當晚晚些時候從瑞典返回丹麥。他告訴安妮瑪麗，包括羅森一家在內的許多猶太人都躲在他的船上。他還解釋說，她包裹裡的手帕里有兔子血的氣味，吸引了狗，還有強烈的可卡因氣味，使它們的鼻子麻木，使它們無法追踪亨里克船上的猶太人。有幾個啟示，包括彼得在丹麥抵抗運動中。它還揭示了安妮瑪麗的姐姐莉絲不是死於車禍，而是因為她是抵抗軍的一員而被坦克碾過。
幾年後，丹麥在戰爭結束後獲得解放。此後，彼得被納粹處決並被埋葬在一個沒有標記的墳墓中。安妮瑪麗找到了艾倫的大衛之星項鍊，並決定在艾倫回到丹麥之前一直佩戴它。

## 接待
批評和普遍的反應是積極的。柯克斯評論說：“……就像安妮瑪麗一樣，讀者不受事件的全部影響——但會陷入與士兵的幾次遭遇的懸念和威脅，以及安妮瑪麗在逃亡。”
除了獲得無數獎項外，這本書還是有史以來最暢銷的兒童讀物之一。據《出版商周刊》報導，截至 2001 年，它是美國有史以來銷量超過 200 萬的第 82 位最暢銷兒童讀物。即使在出版多年後，銷售仍然保持穩定。

## 電影改編
2010 年 9 月，演員 Sean Astin 宣布，他在過去的十年裡一直試圖獲得改編電影的綠燈。

## 獲獎
- 1990: Newbery Medal
- 1990: National Jewish BookAward in the Children's Literature category

## 你也可以看看
The Only Way，1970 年關於拯救丹麥猶太人的英語電影